# شتوکشتادت ام ماین
شتوکشتادت ام ماین (به آلمانی: Stockstadt am Main) یک منطقهٔ مسکونی در آلمان است که در آشافنبورگ واقع شده‌است. شتوکشتادت ام ماین ۷٬۹۲۶ نفر جمعیت دارد.

## خواهرخوانده
شهرهای Saint-André-sur-Orne, Saint-Martin-de-Fontenay و May-sur-Orne خواهرخوانده‌های شتوکشتادت ام ماین هستند.